# Pré-consciente
Na psicanálise, pré-consciente é o local que precede a consciência. Os pensamentos são pré-conscientes quando estão inconscientes em um determinado momento, mas não são reprimidos . Portanto, pensamentos pré-conscientes estão disponíveis para recordação e são facilmente "capazes de se tornar conscientes" - uma frase atribuída por Sigmund Freud a Josef Breuer .
Freud contrastou o pré-consciente (Pcs; em alemão:  das Vorbewusste) ao consciente (Cs .; das Bewusste ) e ao inconsciente (Ics .; das Unbewusste ) em seu sistema topográfico da mente.
O pré-consciente também pode se referir a informações disponíveis para processamento cognitivo, mas que atualmente estão fora da consciência. Uma das formas mais comuns de processamento pré-consciente é a preparação . Outras formas comuns de processamento pré-consciente são os fenômenos da ponta da língua e a visão cega .

## O sistema "topográfico" de Freud
Em 1900, em seu livro A Interpretação dos Sonhos, Freud introduziu a noção de que a mente inconsciente não é apenas usada para descrever o oposto da consciência. Em vez disso, ele insistiu que existem duas esferas no inconsciente: inconsciente e pré-consciente. Ele reservou o termo inconsciente para pensamentos que são inadmissíveis para a consciência, enquanto o termo pré-consciente foi usado para denotar a tela entre o inconsciente e o consciente. O pré-consciente restringe o acesso à consciência e é responsável pelo movimento e atenção voluntários.  Freud explicou ainda a distinção da seguinte maneira: 
 "... dois tipos de inconsciente - um que é facilmente, sob circunstâncias frequentes, transformado em algo consciente, e outro com o qual essa transformação é difícil e ocorre apenas sujeito a uma considerável despesa de esforços ou possivelmente nunca. [. . . ] Chamamos o inconsciente que é apenas latente e, portanto, facilmente se torna consciente, o 'pré-consciente', e mantemos o termo 'inconsciente' para o outro ". 
 Conforme explicado por David Stafford-Clark,
 "Se a consciência é a soma total de tudo o que somos cientes, a pré-consciência é o reservatório de tudo o que podemos lembrar, tudo o que é acessível ao recordar voluntariamente: o depósito da memória. Isso deixa a área inconsciente da vida mental para conter todos os impulsos e impulsos mais primitivos que influenciam nossas ações sem necessariamente nos tornarmos plenamente conscientes delas, juntamente com toda constelação importante de idéias ou memórias com uma forte carga emocional, que ao mesmo tempo estiveram presentes na consciência, mas desde então foram reprimidos para que não estejam mais disponíveis, mesmo através da introspecção ou tentativas de memória ". 
 O termo alemão original de Freud para o pré-consciente era das Vorbewusste, sendo o inconsciente das Unbewusste .

### Características
Freud via o pré-consciente como caracterizado por testes da realidade, memórias recuperáveis e (acima de tudo) links para apresentações de palavras - a distinção chave do conteúdo do inconsciente. No capítulo 2 de seu livro, O Ego e o Id, Freud explica que a diferença real entre uma ideia inconsciente e uma ideia pré-consciente é que as idéias inconscientes são baseadas em material desconhecido, enquanto as idéias pré-conscientes geralmente são trazidas à consciência por meio de conexões com palavras. apresentações. As apresentações de palavras são vestígios de memória que eram ao mesmo tempo uma percepção e, portanto, podem se tornar conscientes novamente. Ele declarou que a única maneira de trazer algo do inconsciente para o pré-consciente era suprindo o pré-consciente com os elos intermediários que ligam o pensamento inconsciente a uma palavra ou imagem associada no pré-consciente.

### Relação com o Ego, Id e Superego
As distinções descritas acima entre consciente, pré-consciente e inconsciente representam os sistemas espaciais da mente de Freud. Em 1923, além dessas dimensões espaciais, Freud introduziu três agentes distintos e interagentes da mente: o id, o ego e o superego. Esses três agentes são descritos, em resumo, como agentes separados e distintos, embora se sobreponham um pouco à divisão anterior de Freud entre consciente, pré-consciente e inconsciente.
O ego é a organização coerente dos processos mentais, frequentemente à qual a consciência está ligada, mas também pode existir no pré-consciente, censurando o conteúdo no inconsciente. O ego também é capaz de exercer resistência no material mental e, portanto, também é capaz de ficar inconsciente no sentido dinâmico. O Id é o agente totalmente inconsciente da mente que consiste em impulsos e material reprimido. O ego e o id interagem, assim como o ego procura trazer a influência do mundo externo para ele. Em suma, o ego representa a razão e o senso comum e o id contém paixões profundas.  O superego representa um eu ideal definido na infância, moldado em grande parte pela resolução do conflito edipiano.

## Em terapia
Grande parte do trabalho terapêutico ocorre em um nível pré-consciente em uma situação clínica. Por outro lado, é possível distinguir entre as fantasias de transferência pré-consciente dos produtos do paciente e as inconscientes.
Eric Berne considerou que o pré-consciente cobria uma área muito mais ampla da mente do que se costuma reconhecer, um "culto" ao inconsciente que leva a sua superestimação tanto pelo analista quanto pelo analisando.